# Johann Andreas Baader
Johann Andreas Baader (* 17. November 1779 im Mittenwald; † 1. Januar 1842 in München) war Domkapitular und Dompfarrer zu München,  Er wurde am 25. September 1803 zum Priester geweiht.

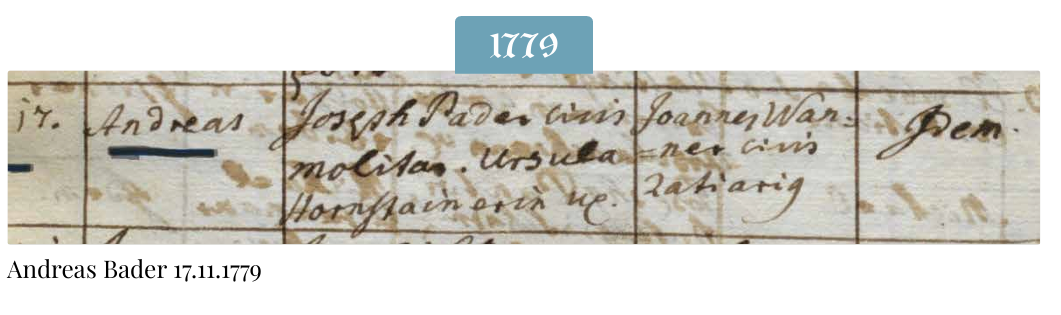
Taufmatrikel Andreas Baader/ Pader

Taufbucheintrag Andreas, Pader, heute würde man Bader schreiben oder Baader wurde aber auch gern benutzt damals. .

## Leben
Der erste Pfarrer der Gemeinde Haidhausen wurde der Mittenwalder Johann Andreas Baader (1779–1842), der zuvor Pfarrer und Dechant von Partenkirchen war.
Während seiner zwölfjährigen Zeit (1820–32) als Pfarrer gründeten einige Bürger Haidhausens 1827 das „Verbündnis zum heiligen Kreuze und guten Tode“. Dies war die dritte Bruderschaft Haidhausens, nachdem 1752 die „St. Johannis- und Sebastiansbruderschaft“ (auch: „Schützenbund“) und 1682 die Bruderschaft zu Ehren der Heiligen Drei Könige gegründet wurden.
Lothar Anselm Freiherr von Gebsattel war zwischen 1821 und 1846 der erste Erzbischof. Unter ihm wurde Andreas Baader (Pfarrer von Haidhausens) am 26 April 1832 bis zu seinem Tode Metropolitanpfarrer, Domkapitular und Summus Custos in der Münchner Frauenkirche.

## Grab
Krypta der Münchner Frauenkirche:
Aus Platzgründen wurde Baader 1861 mit sieben anderen Personen in einen gemeinsamen Sarg umgebettet. Hinter dem Altarraum führt eine doppelläufige Treppe in die Krypta. In der Mitte der Südwand befindet sich der Eingang zu der gewöhnlich nicht zugänglichen Kapitelgruft, in deren Seitenwänden seit Ende des 17. Jahrhunderts rund einhundert Gräber eingefügt wurden. Stiftskanoniker, Mitglieder des Münchner Patriziats und des Adels haben hier ihre katakombenartige letzte Ruhestätte. Auch die Gräber der Erzbischöfe bis zum Jahr 1917 befinden sich hier.